# شهرستان جکسون (ایندیانا)
شهرستان جکسون، ایندیانا (به انگلیسی: Jackson County, Indiana) شهرستانی در ایالات متحده آمریکا است که در ایندیانا واقع شده‌است.